# Harry Berman
Harry Berman (* 16. Februar 1902 in Boston, Massachusetts; † 27. August 1944 bei  Prestwick, Schottland) war ein US-amerikanischer Mineraloge.

## Leben und Wirken
Berman ging in Johnstown (Pennsylvania) zur Schule und begann ein Studium am Carnegie Institute of Technology (mit Interessen in Ingenieurwesen und Mathematik), das er aber schon nach einem Jahr aus finanziellen Gründen abbrechen musste. 1922 wurde er Assistent in der mineralogischen Abteilung im Museum der Smithsonian Institution in Washington, D.C. und ab 1924 an der Harvard University bei Charles Palache. In Harvard und am Lowell Institute in Boston holte er gleichzeitig seine College und Universitäts-Ausbildung nach.
1932/33 war er zu Auslandsaufenthalten bei John Desmond Bernal in Cambridge und bei Viktor Moritz Goldschmidt in Göttingen. 1935 erhielt er seinen Masterabschluss in Harvard und 1936 wurde er promoviert (The constitution and classification of the natural silicates). 1940 wurde er Associate Professor für Mineralogie in Harvard und Kurator am Mineralogischen Museum von Harvard. Er führte dort röntgenkristallographische Methoden ein, wobei er die notwendigen Apparate mit geringer finanzieller Unterstützung selbst zusammenstellen musste, und assistierte auch Esper S. Larsen in dessen Neuauflage von Microscopic determination of nonopaque minerals. Er erstellte zahlreiche Kristallstrukturanalysen nach dem Debye-Scherrer-Verfahren. Er entwickelte auch eine  Torsionswaage zur Bestimmung der Wichte kleiner Mineralkörner (bis 5 mg).
Von 1936 bis zum Beginn des Zweiten Weltkriegs bearbeitete er mit Charles Palache und Clifford Frondel die 7. Auflage von Danas System of Mineralogy, die kurz vor seinem Tod 1944 erschien.
Im Zweiten Weltkrieg war er an verschiedenen mineralogischen Prospektionen für militärische Zwecke beteiligt, zum Beispiel nach optischem Calcit und Fluoriten. Ab 1942 war er (wie Frondel) an den Reeves Sound Laboratories in New York City, wo Quarz-Oszillatoren für die Elektronik entwickelt wurden. Berman war dort als Kristallograph, aber auch an der Lösung der unterschiedlichsten technischen Probleme beteiligt. Auf einer Reise nach Großbritannien, wo er als Berater an ähnlichen Projekten engagiert war, zerschellte sein Flugzeug bei Prestwick in Schottland.

## Ehrungen
Ein von C. S. Hurlbut, jr. und L. F. Aristarain 1936 neu entdecktes Mineral erhielt ihm zu Ehren den Namen Bermanit.